# Mas de la Cisquella
El Mas de la Cisquella és una obra de Juncosa (Garrigues) inclosa a l'Inventari del Patrimoni Arquitectònic de Catalunya.

## Descripció
És un mas de planta baixa i tres pisos superiors, de planta més aviat quadrada i cobert a dues aigües amb teula àrab. Està fet a base de pedra i fang, segurament aprofitats d'una construcció anterior. La construcció principal està datada el 1786, segons consta a una inscripció al portal. Ha estat molt modificat amb el temps, es veuen noves obertures, s'ha fet una terrassa, s'hi han adossat noves edificacions.
Destaca prop de la masia un arc apuntat, possiblement dels segles XII- XIII, que es desconeix la construcció de la que deuria formar part. Al darrere també hi ha alguns contraforts medievals.

## Història
Dicionario Madoz (Madrid 1847) "Una quinta denominada Cisquella, donde existió un pueblo pequeño, que según tradición fue destruído en tiempos de la denominación árabe del cual quedan todavía un pedazo de torre, algunos aljibes, un horno de pan y otros vestigios".
Avui el mas de la Cisquella resta deshabitat; el seu actual propietari és Francisco López, però anteriorment ho havia estat la família Piñol.